# フィリダ・ロイド
フィリダ・ロイド（Phyllida Lloyd, 1957年6月17日 - ）は、イギリス出身の演出家・映画監督。『マンマ・ミーア! 』や『マーガレット・サッチャー 鉄の女の涙』などの代表作でよく知られている。

## 経歴
ロイドはイングランド西部の港湾都市であるブリストルで育つ。1979年にバーミンガム大学を卒業した後、英国放送協会 (BBC) に5年間勤める。1985年、ロイドはニューウルジー・シアターでの見習いの演出家として英国アーツカウンシル奨学金を授与される。翌年ロイドはチェルトナムのエブリマンシアターの演出家として任命された。そして1989年にロンドンのオールド・ヴィック・シアターの演出家に任命され、そこでのロイドの『間違いの喜劇』は成功を収めた。
ロイドはマンチェスターのロイヤル・エクスチェンジ・シアターへと移り、そこで『冬物語』、『悪口学校』、『メディア』、また多大なる喝采を浴びたウォーレ・ショインカの『死と王の先導者』の演出を務めた。1991年にロイドはロイヤル・シェイクスピア・カンパニーでほとんど知られていなかった戯曲、トーマス・シャドウェルの『ヴァーチュオーゾ』でデビューした。続いてアレクサンドル・オストロフスキーの『芸術家と賞賛』で成功を収めた。
また1992年にロイヤル・コート・シアターでのジョン・グェア『六次の隔たり』で初の商業的な成功を収め、ウエストエンドの劇場に移され上演された。1994年 ロイヤル・ナショナル・シアターで批評家の意見が分かれた『ペリクリーズ』の製作も手がける。 そしてロイヤル・コート・シアターでのテリー・ジョンスンの『ヒステリア』とドンマー・ウエアハウスでのベルトルト・ブレヒトとクルト・ヴァイルの『三文オペラ』は世界的に賞賛される。
この時までにロイドの仕事はニコラス・ペインの注意を引き、オペラノースへ移籍した。オペラ演出家としての彼女のデビューのために、彼は少なくともイギリスでは無名であったエマニュエル・シャブリエの『エトワール』を上演するようロイドに持ちかけた。それからの彼女の作品には『ラ・ボエーム』、『グローリアーナ』、ルイジ・ケルビーニの 『メデア』、オペラ・ノースでの『アルバート・ヘリング』と『ピーター・グライムズ』、イングリッシュ・ナショナル・オペラ、ウェールズ・ナショナル・オペラでの『カルメル派修道女の対話』、ジュゼッペ・ヴェルディの『マクベス』（オペラ・バスティーユとロイヤル・オペラ・ハウス）、ポウル・ルーザスの『侍女の物語』の初演（マーガレット・アトウッドの小説を原作とする）、そして物議を醸したイングリッシュ・ナショナル・オペラでの『ニーベルングの指環』などが含まれる。そして彼女は国際的な賞であるエミー賞、FIPA d'Orとロイヤル・フィルハーモニック協会賞を受賞した。
ロイヤル・ナショナル・シアターでの最初の上演の賛否両論にもかかわらず、ロイドはウィリアム・コングリーヴの『世の習い』、『ペリクリーズ』、ジョー・オートンの『執事が見たもの』、『ミス・ブロディの青春』、そしてジョン・ウェブスターの『モルフィ公爵夫人』を再演し、賞賛された。
2001年にはロンドンのドンマー・ウエアハウスで『ボストンマリッジ』の演出をし、賞を受賞した。その他の最近の仕事には、詩人のピーター・オズワルドによって新しく翻訳されたフリードリヒ・フォン・シラーの『メアリー・ステュアート』が含まれ、ロンドンのドンマー・ウエアハウスで上演されたこの演目は、2009年春にロンドンのアポロ・シアターとブロードウェイに移され上演された。
1999年、ロイドはABBAのミュージカルである『マンマ・ミーア!』の演出オファーを受ける。そしてこの作品はウエストエンドやブロードウェイのみならず世界中で大ヒットした。この作品は2008年に映画化され、ロイドの長編映画監督デビューとなった。2008年の終わりまでには、英国ボックス・オフィス史上最も興行収入をあげた映画として認定された。この作品はまた、イギリスで最も売れたDVDとされている 。2009年、ロイドは『メアリー・ステュアート』でトニー賞の演劇作品賞にノミネートされた。
また、イギリス首相マーガレット・サッチャーの伝記映画で、サッチャー役としてメリル・ストリープを起用した『マーガレット・サッチャー 鉄の女の涙』を監督した。この作品は2011年1月に製作が開始され、同年12月に公開された。
2012年より、ロイドは舞台の演出家としてオール・フィメール・キャストでシェイクスピアを上演する試みを行っている。2012年にドンマー・ウエアハウスで『ジュリアス・シーザー』、2015年にセント・アンズ・ウエアハウスで『ヘンリー四世』（第1部と第2部）、2016年にニューヨーク・シェイクスピア・イン・ザ・パークにて『じゃじゃ馬ならし』を女優のみのキャストで上演している。

## フィルモグラフィ

### 映画
| 年   | 作品                                    | 詳細 |
| ---- | --------------------------------------- | --- |
| 2008 | 『マンマ・ミーア!』                     | レンブラント最優秀国際映画賞 英国映画テレビ芸術アカデミー作品賞ノミネート アマンダ優秀外国映画賞ノミネート |
| 2011 | 『マーガレット・サッチャー 鉄の女の涙』 | アカデミー賞: 主演女優賞 （メリル・ストリープ） 観客賞受賞                                                 |
| 2020 | 『サンドラの小さな家』                  | 兼製作総指揮                                                                                               |

## 受賞・顕彰
オックスフォード大学はフィリダ・ロイドを2006年にキャメロン・マッキントッシュ・コンテンポラリー・シアター客員教授に任命した。同じ年に彼女はブリストル大学で名誉学位を与えられた 。ロイドはオープンリー・レズビアンであり、2008年に『インデペンデント』紙で、イギリスの最も影響力のある101人のゲイとレズビアンのうちの一人に選ばれ、2010年には同リストで昨年の7位から順位を落として22位にランク付けされた。2010年、新たにロイドは大英帝国勲章 (CBE) を授与された。2009年にはバーミンガム大学で名誉学位である文学博士の称号が与えられている。
| 年   | 賞               | 部門               | 作品名                                            | 結果       | 特記          |
| ---- | ---------------- | ------------------ | ------------------------------------------------- | ---------- | ------------- |
| 2021 | トニー賞         | ミュージカル演出賞 | ティナ Tina - The Tina Turner Musical             | ノミネート | [ 18 ] [ 19 ] |
| 2012 | ヨーロッパ映画賞 | 観客賞             | マーガレット・サッチャー 鉄の女の涙 The Iron Lady | ノミネート | [ 20 ]        |
| 2009 | 英国アカデミー賞 | 英国作品賞         | マンマ・ミーア! Mamma Mia!                        | ノミネート | [ 21 ]        |
| 2009 | トニー賞         | 演劇演出賞         | メアリー・スチュアート Mary Stuart                | ノミネート | [ 22 ] [ 23 ] |

## 関連文献
- Interview with Lloyd and Margaret Atwood in The Guardian
- Playbill biography
- British Film Magazine – Song and Dance : Lloyd Directs Mamma Film[リンク切れ]